# Regia
A Regia ma már nem létező ókori építmény volt a Forum Romanumon Rómában, jobb oldalon, közvetlenül a Forum bejárata mellett helyezkedett el. 
A Vesta-szüzek házával szomszédos Regia a hagyomány szerint Numa Pompilius király háza helyén állt, s hivatalos lakása volt a Pontifex Maximusnak. Az épületben volt Mars sacrariuma, melyben az isten szent lándzsáit őrizték; külső márványfalára volt rávésve a consulok és triumphusok jegyzéke (Fasti consulares és triumphales). Nyugati falához hozzá volt építve a Kalatores pontificum et flaminum helyisége. 
A Forum déli irányba tovább haladó Via Sacra nevű főútja választotta el a Regiától az istenített Antoninus és Faustina templomát.